# 로젠보리 백작 오게 왕자

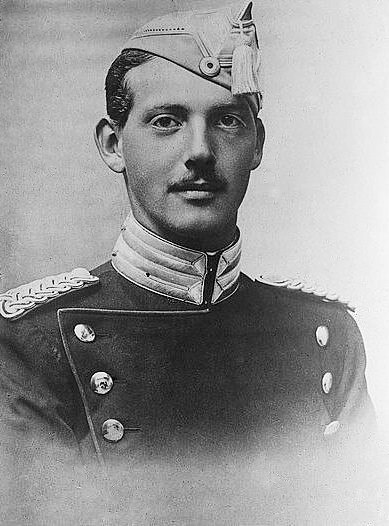
로젠보리 백작 오게 왕자

로젠보리 백작 오게 왕자(Prince Aage, Count of Rosenborg, 1887년 6월 10일 ~ 1940년 2월 19일)는 덴마크의 왕자이자 프랑스 외인 군단의 장교였다. 그는 코펜하겐에서 덴마크 왕자 발데마르와 오를레앙 공주 마리의 장남으로 태어났다.

## 참고 문헌
- Bramsen, Bo (1992). 《Huset Glücksborg. Europas svigerfader og hans efterslægt.》 [The House of Glücksburg. The Father-in-law of Europe and his descendants] (덴마크어) 2판. Copenhagen: Forlaget Forum. ISBN 87-553-1843-6.
- Lerche, Anna; Mandal, Marcus (2003). 《A royal family : the story of Christian IX and his European descendants》. Copenhagen: Aschehoug. ISBN 9788715109577.